# Libera (koor)
Libera is een Brits jongenskoor opgericht door Robert Prizeman, genoemd naar het nummer Libera, wat gebaseerd is op het nummer Libera Me, uit de Requiemmis.
Libera is uitgegroeid tot een wereldwijd bekend koor. De grootste schare fans hebben ze in het Verenigd Koninkrijk, Japan, Zuid-Korea, de Filipijnen en de Verenigde Staten.

## Kleding
De kleding die de jongens doorgaans tijdens optredens dragen is een wit gewaad wat lijkt op een monnikspij, inclusief capuchon die ze doorgaans niet ophebben.
- Bibsys: 7015105
- CiNii: DA17315844
- Gemeinsame Normdatei: 10324166-8
- International Standard Name Identifier: 0000 0001 0945 7427
- Library of Congress Control Number: no98047637
- MusicBrainz: 759a0fd2-0f12-4414-a90b-9bb9f20dfb4d
- Nationale Bibliotheek van Israël: 987007411803105171
- Virtual International Authority File: 151145970305032252163